# Morti il 23 febbraio
| Questa pagina contiene informazioni ricavate automaticamente dalle voci biografiche con l'ausilio del template Bio e di un bot. L'aggiornamento è periodico e automatico e ricostruisce completamente la pagina. Se manca una persona in questa lista, sei pregato di non aggiungerla, ma accertati piuttosto che la sua voce biografica contenga il template Bio e che i dati anagrafici siano correttamente compilati. Se il template Bio manca, inseriscilo tu stesso o, in alternativa, metti l'avviso {{tmp\|Bio}} che ne segnala la mancanza. Se i dati riportati sono sbagliati, correggi direttamente la voce biografica; le modifiche saranno visibili in questa lista entro pochi giorni. Per chiarimenti vedi il progetto biografie. La lista contiene solo le 571 persone che sono citate nell'enciclopedia e per le quali è stato implementato correttamente il template Bio. Pagina aggiornata al 5 ago 2025. |

## IV secolo(2)
- 307 - Sereno di Sirmio, santo greco
- 375 - Gorgonia di Nazianzo, santa romana

## VIII secolo(1)
- 727 - Mildburga di Wenlock, badessa e santa inglese

## X secolo(3)
- 922 - Federico, vescovo italiano
- 943 - Erberto II di Vermandois, conte (n. 880)
- 965 - Oddone di Borgogna, nobile francese

## XI secolo(4)
- 1011 - Villigiso di Magonza, arcivescovo e santo tedesco (n. 940)
- 1054 - Giovanni Theristis, religioso e santo italiano
- 1086 - Federico di Moravia, vescovo boemo
- 1100 - Song Zhezong, imperatore cinese (n. 1076)

## XII secolo(1)
- 1116 - Gallo, vescovo e cardinale francese

## XIII secolo(2)
- 1234 - Guglielmo II di Barres, cavaliere medievale francese
- 1299 - Raimondo della Torre, patriarca cattolico italiano

## XIV secolo(1)
- 1353 - Jean de Moulins, cardinale francese

## XV secolo(7)
- 1416 - Gigliola da Carrara, nobile italiana (n. 1379)
- 1447 - Papa Eugenio IV, papa, vescovo cattolico e cardinale italiano (n. 1383)
- 1447 - Umfredo Plantageneto, duca di Gloucester, principe inglese (n. 1390)
- 1462 - Gilbert Motier de La Fayette, nobile e militare francese
- 1464 - Zhengtong, imperatore cinese (n. 1427)
- 1473 - Arnoldo di Egmond, nobile olandese (n. 1410)
- 1476 - Pietro Mocenigo, doge (n. 1406)

## XVI secolo(13)
- 1507 - Gentile Bellini, pittore e medaglista italiano (n. 1429)
- 1512 - Sigismondo de' Conti, umanista e storico italiano (n. 1432)
- 1513 - Pietro Paolo Boscoli, politico italiano (n. 1481)
- 1537 - Galeazzo Flavio Capella, scrittore e politico italiano (n. 1487)
- 1546 - Francesco di Borbone-Vendôme, principe francese (n. 1519)
- 1554 - Henry Grey, I duca di Suffolk, duca britannico (n. 1517)
- 1566 - Francesco I Moncada, nobile, politico e militare italiano (n. 1510)
- 1571 - Andrea Calmo, commediografo, attore teatrale e poeta italiano
- 1572 - Pierre Certon, musicista francese
- 1572 - Giovambattista Ricasoli, vescovo cattolico e diplomatico italiano (n. 1504)
- 1573 - Giovanni Battista Amalteo, letterato italiano (n. 1525)
- 1583 - Lucy Somerset, nobildonna inglese (n. 1524)
- 1592 - Natale Bonifacio, intagliatore e incisore dalmata (n. 1538)

## XVII secolo(17)
- 1602 - Agostino Carracci, pittore e incisore italiano (n. 1557)
- 1603 - Andrea Cesalpino, botanico, medico e anatomista italiano
- 1603 - François Viète, matematico e politico francese (n. 1540)
- 1607 - Guido Sforza Gonzaga, nobile e condottiero italiano (n. 1552)
- 1622 - Francesco Branciforte, marchese di Militello, nobile e mecenate italiano (n. 1575)
- 1632 - Giambattista Basile, letterato e scrittore italiano (n. 1583)
- 1634 - Ippolito Buzio, scultore italiano (n. 1562)
- 1648 - Guillaume Cureau, pittore francese (n. 1595)
- 1662 - Johann Crüger, compositore e organista tedesco (n. 1598)
- 1669 - Lieuwe van Aitzema, storico olandese (n. 1600)
- 1671 - Guglielmo Augusto di Sassonia-Eisenach, duca tedesco (n. 1668)
- 1675 - Gregorio Carafa, arcivescovo cattolico italiano (n. 1588)
- 1680 - Thomas Goodwin, teologo britannico (n. 1600)
- 1681 - Angelico Aprosio, letterato e scrittore italiano (n. 1607)
- 1685 - Emerich Sinelli, vescovo cattolico austriaco (n. 1622)
- 1688 - Abaza Siyavush Pascià II, politico ottomano
- 1700 - Giuseppe Balzano, compositore maltese (n. 1616)

## XVIII secolo(25)
- 1704 - Georg Muffat, organista e compositore tedesco (n. 1653)
- 1704 - Enrico Noris, storico e cardinale italiano (n. 1631)
- 1714 - Filippo Maria Galletti, pittore italiano (n. 1636)
- 1717 - Giovanni Cristiano II di Eggenberg, nobile boemo (n. 1704)
- 1717 - Magnus Stenbock, generale svedese (n. 1665)
- 1719 - Giovanni Mavrocordatos, politico ottomano (n. 1684)
- 1723 - Jean Papillon il Giovane, incisore e disegnatore francese (n. 1661)
- 1723 - Anna del Palatinato, principessa (n. 1648)
- 1727 - Johann Franz Eckher von Kapfing und Liechteneck, vescovo cattolico tedesco (n. 1649)
- 1727 - Lionel Tollemache, III conte di Dysart, nobile e politico scozzese (n. 1649)
- 1733 - Uberto Benvoglienti, storico italiano (n. 1668)
- 1738 - Philibert Papillon, abate e letterato francese (n. 1666)
- 1740 - Massimiliano Soldani Benzi, pittore, scultore e medaglista italiano (n. 1656)
- 1740 - Giovanni Cristoforo Zoppi, politico italiano (n. 1658)
- 1745 - Joseph Effner, architetto tedesco (n. 1687)
- 1746 - Ambrogio Caracciolo, I principe di Torchiarolo, principe e militare italiano (n. 1699)
- 1750 - Giacinto Ferrero-Fieschi, ammiraglio, diplomatico e nobile italiano (n. 1693)
- 1765 - Jean Girard, musicista francese (n. 1696)
- 1766 - Stanislao Leszczyński, nobile polacco (n. 1677)
- 1783 - Thomas Howard, XIV conte di Suffolk, nobile e politico britannico (n. 1721)
- 1785 - Lazzaro Opizio Pallavicini, cardinale e arcivescovo cattolico italiano (n. 1719)
- 1792 - Joshua Reynolds, pittore inglese (n. 1723)
- 1792 - Mulay al-Yazid ibn Muhammad, sultano marocchino (n. 1750)
- 1794 - John Sebright, VI baronetto, ufficiale inglese (n. 1725)
- 1795 - Johann Siegfried Hufnagel, entomologo tedesco (n. 1724)

## XIX secolo(72)
- 1803 - Praskov'ja Ivanovna Kovaleva, attrice teatrale e soprano russa (n. 1768)
- 1806 - John Alcock, organista inglese (n. 1715)
- 1806 - Paolo Scalabrini, compositore italiano (n. 1713)
- 1808 - Giovanni Maria Angioy, rivoluzionario, funzionario e politico italiano (n. 1751)
- 1809 - Dirk van der Aa, pittore olandese (n. 1731)
- 1811 - Giacomo Trombara, architetto italiano (n. 1741)
- 1814 - Sergej Nikolaevič Lanskoj, generale russo (n. 1774)
- 1814 - Georges Félix de Wimpffen, generale francese (n. 1744)
- 1818 - Mademoiselle Fleury, attrice teatrale belga (n. 1766)
- 1821 - John Keats, poeta britannico (n. 1795)
- 1822 - Johann Matthäus Bechstein, etologo, ornitologo e botanico tedesco (n. 1757)
- 1824 - Blasius Merrem, naturalista tedesco (n. 1761)
- 1826 - Charles-François-Joseph Pisani de La Gaude, vescovo cattolico francese (n. 1743)
- 1828 - Mihály Fazekas, scrittore ungherese (n. 1766)
- 1831 - Pierre-Gaston-Henri de Livron, militare francese (n. 1770)
- 1831 - Fabian von Steinheil, generale russo (n. 1762)
- 1833 - John Townshend, politico inglese (n. 1757)
- 1834 - Karl Ludwig von Knebel, scrittore, poeta e traduttore tedesco (n. 1744)
- 1836 - Ezra Ames, pittore e incisore statunitense (n. 1768)
- 1838 - Francesco Forti, giurista e magistrato italiano (n. 1806)
- 1839 - Raimundo Jose da Cunha Mattos, militare e storico portoghese (n. 1776)
- 1840 - Giovanni Nepomuceno Esterhazy de Galantha, nobile ungherese (n. 1754)
- 1844 - Duncan Gregory, matematico britannico (n. 1813)
- 1848 - John Quincy Adams, politico statunitense (n. 1767)
- 1848 - Giuseppa di Fürstenberg-Weitra, nobildonna tedesca (n. 1776)
- 1850 - William Allan, pittore scozzese (n. 1782)
- 1850 - Matthew Whitworth-Aylmer, V barone Aylmer, militare inglese (n. 1775)
- 1850 - Bernardo de La Charrière, magistrato e politico italiano (n. 1789)
- 1852 - Carlos Antonio Carrillo, politico e militare statunitense (n. 1783)
- 1852 - Giuseppe Patania, artista italiano (n. 1780)
- 1854 - Nicola Berlingeri, vescovo cattolico italiano (n. 1774)
- 1854 - Wilhelm Pape, grecista, lessicografo e filologo tedesco (n. 1807)
- 1855 - Carl Friedrich Gauss, matematico, astronomo e fisico tedesco (n. 1777)
- 1856 - James Maitland Balfour, politico scozzese (n. 1820)
- 1856 - Giovanni Morandi, organista e compositore italiano (n. 1777)
- 1858 - Luigi Fornaciari, letterato e magistrato italiano (n. 1798)
- 1858 - Vicente Ramón Roca, politico ecuadoriano (n. 1792)
- 1859 - Zygmunt Krasiński, poeta e scrittore polacco (n. 1812)
- 1864 - Peter Kaiser, storico e politico liechtensteinese (n. 1793)
- 1864 - Samuele Mazzuchelli, missionario italiano (n. 1806)
- 1867 - Pietro Zorutti, poeta italiano (n. 1792)
- 1868 - Teophiel Verbist, presbitero belga (n. 1823)
- 1869 - George West, V conte De La Warr, nobile e politico britannico (n. 1791)
- 1870 - Antonio Caveri, politico e giurista italiano (n. 1811)
- 1871 - Cristoforo Marzaroli, scultore italiano (n. 1836)
- 1872 - Giovannina Franchi, religiosa italiana (n. 1807)
- 1872 - Giovanni Battista Rocci, notaio italiano (n. 1799)
- 1873 - Pietro Camporese il Giovane, architetto italiano (n. 1792)
- 1873 - Jakob von Hartmann, generale tedesco (n. 1795)
- 1873 - Isabella Pizzi, mistica italiana (n. 1833)
- 1876 - Filippo Cammarota, arcivescovo cattolico italiano (n. 1809)
- 1877 - Nguyễn Phúc Hồng Y, principe vietnamita (n. 1833)
- 1877 - Thomas Talbot Bury, architetto, litografo e incisore inglese (n. 1809)
- 1878 - Tommaso Antonio Maria Lanzilli, politico italiano (n. 1801)
- 1878 - Ferdinando Strozzi, nobile, imprenditore e storico italiano (n. 1821)
- 1879 - Albrecht von Roon, militare e politico tedesco (n. 1803)
- 1880 - Ludwig von Fautz, ammiraglio austriaco (n. 1811)
- 1883 - Jules Germain Cloquet, chirurgo e anatomista francese (n. 1790)
- 1883 - Inácio do Nascimento Morais Cardoso, cardinale e patriarca cattolico portoghese (n. 1811)
- 1887 - Caroline Emily Nevill, fotografa britannica (n. 1829)
- 1891 - Benedetto Capponi Giulii, politico italiano (n. 1842)
- 1892 - Pasquale Lucchini, ingegnere e architetto svizzero (n. 1798)
- 1892 - Gaspard Mermillod, cardinale e vescovo cattolico svizzero (n. 1824)
- 1894 - Simone Cuccia, avvocato, sociologo e politico italiano (n. 1841)
- 1895 - Harry Allen, calciatore inglese (n. 1866)
- 1896 - Paolo Cottrau, ammiraglio italiano (n. 1837)
- 1897 - Frédéric Lix, pittore e illustratore francese (n. 1830)
- 1899 - Gaëtan de Rochebouët, politico e militare francese (n. 1813)
- 1900 - William Butterfield, architetto britannico (n. 1814)
- 1900 - Ernest Dowson, poeta, scrittore e traduttore inglese (n. 1867)
- 1900 - Otto Michael Ludwig Leichtenstern, medico tedesco (n. 1845)
- 1900 - Rafaela Ybarra de Vilallonga, religiosa spagnola (n. 1843)

## XX secolo(271)
- 1903 - Jean-Baptiste Clément, musicista francese (n. 1836)
- 1903 - Friedrich Grützmacher, violoncellista tedesco (n. 1832)
- 1903 - Joseph Huet, zoologo francese (n. 1827)
- 1903 - Alfonso Riguzzi, militare italiano (n. 1861)
- 1903 - Gustav Storm, storico norvegese (n. 1845)
- 1908 - Svatopluk Čech, scrittore e poeta ceco (n. 1846)
- 1909 - Nadežda Borisovna Czetwertyński-Światopełk, nobildonna e filantropa polacca (n. 1812)
- 1910 - Amos Dolbear, fisico e inventore statunitense (n. 1837)
- 1910 - Vera Fëdorovna Komissarževskaja, attrice teatrale russa (n. 1864)
- 1911 - Richard Henry Beddome, militare e naturalista britannico (n. 1830)
- 1911 - Quanah Parker, condottiero nativo americano (n. 1845)
- 1911 - Beniamino Sadun, medico italiano (n. 1818)
- 1911 - Giuseppina Vannini, religiosa italiana (n. 1859)
- 1914 - Aleksandr Aleksandrovič Lieven, ammiraglio russo (n. 1860)
- 1914 - Gian Maria Solinas Apostoli, avvocato e politico italiano (n. 1836)
- 1916 - Charles Ericksen, lottatore norvegese (n. 1875)
- 1916 - Domenico Lovisato, geologo e paleontologo italiano (n. 1842)
- 1916 - Hugo von Pohl, ammiraglio tedesco (n. 1855)
- 1917 - Pietro Barucci, pittore italiano (n. 1845)
- 1917 - William Chapman, scrittore, poeta e giornalista canadese (n. 1850)
- 1917 - Jean Gaston Darboux, matematico francese (n. 1842)
- 1917 - Wincenty Kluczyński, arcivescovo cattolico polacco (n. 1847)
- 1918 - Adolfo Federico VI di Meclemburgo-Strelitz, nobile (n. 1882)
- 1918 - Thomas Brassey, I conte Brassey, politico inglese (n. 1836)
- 1918 - Sophie Menter, pianista e compositrice tedesca (n. 1846)
- 1918 - Noman Çelebicihan, politico, avvocato e scrittore ucraino (n. 1885)
- 1919 - Alessandro Ghena, calciatore italiano (n. 1894)
- 1919 - Alexander Kolisko, patologo austriaco (n. 1857)
- 1920 - Guido Colombo, archivista italiano (n. 1859)
- 1921 - Carl von Bassewitz-Levetzow, politico tedesco (n. 1855)
- 1922 - Albert Victor Bäcklund, matematico svedese (n. 1845)
- 1923 - Harry Humby, tiratore a segno britannico (n. 1879)
- 1924 - Antonio Pasculli, oboista e compositore italiano (n. 1842)
- 1925 - Sam Berger, pugile statunitense (n. 1884)
- 1925 - Joel Hastings Metcalf, astronomo statunitense (n. 1866)
- 1925 - Thomas Edward Thorpe, chimico britannico (n. 1845)
- 1925 - James H. Wilson, generale statunitense (n. 1837)
- 1926 - Attilio Hortis, patriota, storico e politico italiano (n. 1850)
- 1926 - Carlo Turano, avvocato e politico italiano (n. 1864)
- 1927 - Clelia Bompiani, pittrice italiana (n. 1848)
- 1927 - Antonio Carle, chirurgo e patologo italiano (n. 1854)
- 1927 - Sveinbjörn Sveinbjörnson, compositore islandese (n. 1847)
- 1928 - Lawrence B. McGill, regista e attore statunitense (n. 1869)
- 1929 - Mercédès Jellinek, austriaca (n. 1889)
- 1930 - Horst Wessel, militare tedesco (n. 1907)
- 1931 - Mario Ancona, baritono italiano (n. 1860)
- 1931 - Achille Giovanni Cagna, scrittore italiano (n. 1847)
- 1931 - Nellie Melba, soprano australiano (n. 1861)
- 1931 - Ottorino Mezzalama, alpinista italiano (n. 1888)
- 1932 - Giovanni Giusti del Giardino, ufficiale italiano (n. 1877)
- 1932 - Julieta Lanteri, politica e medico argentino (n. 1873)
- 1932 - László Lukács, politico ungherese (n. 1850)
- 1933 - David Horsley, produttore cinematografico inglese (n. 1873)
- 1933 - Henri Monnot, velista francese (n. 1866)
- 1934 - Edward Elgar, compositore e direttore d'orchestra britannico (n. 1857)
- 1935 - Johannes Duiker, architetto olandese (n. 1890)
- 1935 - Charles Féry, fisico francese (n. 1865)
- 1935 - Joseph Lateiner, drammaturgo rumeno (n. 1853)
- 1936 - Matteo Pellegrino, vescovo cattolico italiano (n. 1877)
- 1937 - Hans Achelis, archeologo e storico tedesco (n. 1865)
- 1937 - Claude Buckenham, crickettista e calciatore inglese (n. 1876)
- 1937 - Destà Damtù, militare etiope (n. 1892)
- 1937 - Henry Mayo, ammiraglio statunitense (n. 1856)
- 1937 - Giustino Sanchini, vescovo cattolico italiano (n. 1860)
- 1938 - Marcello Alessio, imprenditore italiano (n. 1863)
- 1938 - Arnaldo Cipolla, giornalista, esploratore e scrittore italiano (n. 1877)
- 1939 - Eugène-Jacques Grellier, arcivescovo cattolico francese (n. 1850)
- 1939 - Nikolaj Michajlovič Knipovič, ittiologo e oceanografo sovietico (n. 1862)
- 1939 - Aleksandr Vasil'evič Kosarev, politico sovietico (n. 1903)
- 1939 - Eugenio Niccolini, imprenditore e politico italiano (n. 1853)
- 1940 - Victor Léon, librettista e scrittore austriaco (n. 1858)
- 1941 - Emilio Faelli, giornalista, scrittore e politico italiano (n. 1866)
- 1941 - Rosa Maria Segale, religiosa e missionaria italiana (n. 1850)
- 1942 - Jurij Kondratjuk, ingegnere e matematico sovietico (n. 1897)
- 1943 - Grigorij Panteleevič Kravčenko, aviatore sovietico (n. 1912)
- 1943 - Thomas Madsen-Mygdal, politico danese (n. 1876)
- 1943 - Aleksandr Matveevič Matrosov, militare sovietico (n. 1924)
- 1943 - Anton Uran, predicatore e operaio austriaco (n. 1920)
- 1944 - Leo Baekeland, chimico statunitense (n. 1863)
- 1944 - Franziskus Wolf, vescovo cattolico e missionario tedesco (n. 1876)
- 1945 - Reginald Barker, regista statunitense (n. 1886)
- 1945 - Gian Attilio Dalla Bona, medico, partigiano e antifascista italiano (n. 1918)
- 1945 - Giovanni Domaschi, operaio italiano (n. 1891)
- 1945 - Luciano Domenico, partigiano italiano (n. 1933)
- 1945 - Wincenty Stefan Frelichowski, presbitero polacco (n. 1913)
- 1945 - Enzo Gibin, partigiano italiano (n. 1926)
- 1945 - József Horváth, calciatore ungherese (n. 1890)
- 1945 - Władysław Jan Kalkus, generale e aviatore polacco (n. 1892)
- 1945 - Rudolf Lange, poliziotto tedesco (n. 1910)
- 1945 - Serafino Mazzolini, politico e diplomatico italiano (n. 1890)
- 1945 - Ernesto Mora, partigiano italiano (n. 1924)
- 1945 - Adalbert Ritter, calciatore rumeno (n. 1900)
- 1945 - Aleksej Nikolaevič Tolstoj, scrittore e politico russo (n. 1883)
- 1946 - Raffaello Brizzi, architetto italiano (n. 1883)
- 1946 - Vladimir Petrovič Potëmkin, politico e diplomatico sovietico (n. 1874)
- 1946 - Tomoyuki Yamashita, generale giapponese (n. 1885)
- 1947 - Federico Cortonesi, pugile italiano (n. 1916)
- 1948 - John Robert Gregg, inventore, insegnante e linguista irlandese (n. 1867)
- 1949 - Giulio Perugi, generale e politico italiano (n. 1886)
- 1951 - Alessandro Marzaroli, scultore italiano (n. 1868)
- 1952 - Donato Bachi, imprenditore e politico italiano (n. 1866)
- 1952 - James Lithgow, imprenditore scozzese (n. 1883)
- 1952 - Heinrich von Vietinghoff, generale tedesco (n. 1887)
- 1952 - Lillian Worth, attrice statunitense (n. 1884)
- 1953 - Ernesto Ceirano, imprenditore italiano (n. 1873)
- 1953 - Big Maceo Merriweather, pianista e cantante statunitense (n. 1905)
- 1954 - Igino Borin, politico italiano (n. 1890)
- 1954 - Jacques Mieses, scacchista tedesco (n. 1865)
- 1955 - André Chaumeix, filologo, critico letterario e giornalista francese (n. 1874)
- 1955 - Paul Claudel, poeta, drammaturgo e diplomatico francese (n. 1868)
- 1955 - Fabrizio Maffi, politico e medico italiano (n. 1868)
- 1956 - Jack Dragna, mafioso italiano (n. 1891)
- 1956 - Edward John Galvin, missionario e vescovo cattolico irlandese (n. 1882)
- 1956 - Johannes Gabriel Granö, esploratore e geografo finlandese (n. 1882)
- 1956 - Marcel Griaule, etnologo francese (n. 1898)
- 1956 - Arturo Miolati, chimico italiano (n. 1869)
- 1956 - Rose Tapley, attrice statunitense (n. 1881)
- 1958 - Leonard Dupee White, storico statunitense (n. 1891)
- 1958 - Gaston Ravel, regista francese (n. 1878)
- 1958 - Giovanni Domenico Serra, glottologo italiano (n. 1885)
- 1958 - Julian Sitkoveckij, violinista sovietico (n. 1925)
- 1958 - Ralph Taylor, arciere statunitense (n. 1874)
- 1959 - Casimiro Buttini, militare e aviatore italiano (n. 1887)
- 1959 - Pierre Frieden, politico lussemburghese (n. 1892)
- 1959 - Luis Palés Matos, scrittore e poeta portoricano (n. 1898)
- 1960 - Macken Aas, calciatore norvegese (n. 1886)
- 1960 - Amerindo Camilli, filologo e linguista italiano (n. 1879)
- 1960 - Arthur Legat, pilota automobilistico belga (n. 1898)
- 1960 - Alexandre Lippmann, schermidore francese (n. 1881)
- 1960 - Alessandro Mountbatten, nobile (n. 1886)
- 1960 - Giovanni Onorato, attore italiano (n. 1902)
- 1960 - Alfonso Tusell, pallanuotista spagnolo (n. 1906)
- 1963 - Antonio Delfini, scrittore, poeta e giornalista italiano (n. 1907)
- 1963 - Bernhard Peyer, paleontologo svizzero (n. 1885)
- 1963 - Antonio Signorini, matematico e ingegnere italiano (n. 1888)
- 1964 - Stanley Glover, velocista canadese (n. 1908)
- 1964 - Eli Moschcowitz, medico austro-ungarico (n. 1879)
- 1964 - Ray C. Smallwood, regista, effettista e direttore della fotografia statunitense (n. 1887)
- 1965 - Luigi Castiglioni, latinista e filologo classico italiano (n. 1882)
- 1965 - Herberts Cukurs, aviatore, militare e agente segreto lettone (n. 1900)
- 1965 - John Kitzmiller, ingegnere, militare e attore statunitense (n. 1913)
- 1965 - Stan Laurel, attore, comico e regista britannico (n. 1890)
- 1967 - Pepe Arias, attore argentino (n. 1900)
- 1967 - Luigi Contessi, ginnasta italiano (n. 1894)
- 1967 - Andreas Rasmussen, hockeista su prato danese (n. 1893)
- 1968 - Mario Bruschera, ciclista su strada italiano (n. 1887)
- 1968 - Adolfo Celli, calciatore argentino (n. 1896)
- 1968 - Emil Hirschfeld, pesista e discobolo tedesco (n. 1903)
- 1968 - Fannie Hurst, scrittrice e sceneggiatrice statunitense (n. 1889)
- 1968 - Camille Huysmans, politico e giornalista belga (n. 1871)
- 1969 - Madhubala, attrice indiana (n. 1933)
- 1969 - Frank Ellis, attore statunitense (n. 1897)
- 1969 - Sa'ud dell'Arabia Saudita, sovrano saudita (n. 1902)
- 1969 - Ronald Scobie, generale britannico (n. 1893)
- 1969 - Constantin Silvestri, direttore d'orchestra e compositore rumeno (n. 1913)
- 1970 - Armando Armani, generale e aviatore italiano (n. 1879)
- 1970 - Frank Gerstle, attore statunitense (n. 1915)
- 1971 - Larry Gilbert Dahl, militare statunitense (n. 1949)
- 1971 - Axel Dyrberg, calciatore danese (n. 1889)
- 1971 - George Frederick Reinhardt, diplomatico statunitense (n. 1911)
- 1973 - André Curvale, aviatore e militare francese (n. 1904)
- 1973 - Eduard Frühwirth, allenatore di calcio e calciatore austriaco (n. 1908)
- 1973 - Robert Gascoyne-Cecil, V marchese di Salisbury, nobile e politico inglese (n. 1893)
- 1973 - Gladys Hanson, attrice statunitense (n. 1883)
- 1973 - Alberto Pirovano, genetista e agronomo italiano (n. 1884)
- 1973 - Dickinson Richards, medico e fisiologo statunitense (n. 1895)
- 1974 - George Van Biesbroeck, astronomo belga (n. 1880)
- 1974 - Hans Bernd Gisevius, militare e diplomatico tedesco (n. 1904)
- 1974 - Aarne Reini, lottatore finlandese (n. 1906)
- 1974 - Florence Rice, attrice statunitense (n. 1907)
- 1974 - Antoine Rouches, calciatore francese (n. 1893)
- 1974 - Harry Ruby, compositore statunitense (n. 1895)
- 1975 - Hans Bellmer, pittore, scultore e fotografo tedesco (n. 1902)
- 1975 - Melahat Gürsel, turca (n. 1900)
- 1975 - Sigmund Haringer, calciatore tedesco (n. 1908)
- 1975 - Roger Hilton, pittore britannico (n. 1911)
- 1975 - Rajendra Narayan Singh Deo, principe e politico indiano (n. 1912)
- 1976 - Renato Grasselli, calciatore italiano (n. 1894)
- 1976 - Fuzzy Knight, attore statunitense (n. 1901)
- 1976 - L. S. Lowry, pittore britannico (n. 1887)
- 1977 - Gino Ansaloni, calciatore italiano (n. 1910)
- 1977 - Hugo Johansson, tiratore a segno svedese (n. 1887)
- 1978 - Eugéne Cornelius Arthurs, missionario e vescovo cattolico irlandese (n. 1914)
- 1978 - Giuseppe Fortunato Pirrone, scultore italiano (n. 1898)
- 1978 - Paul Yoshigoro Taguchi, cardinale e arcivescovo cattolico giapponese (n. 1902)
- 1979 - Attilio Marcora, calciatore italiano (n. 1899)
- 1981 - Albert Dejonghe, ciclista su strada belga (n. 1894)
- 1981 - Shep Fields, direttore di banda, clarinettista e sassofonista statunitense (n. 1910)
- 1981 - Nan Shepherd, scrittrice e poetessa scozzese (n. 1893)
- 1982 - Leonid Spirin, marciatore sovietico (n. 1932)
- 1982 - Claudio Vannicola, mafioso italiano (n. 1947)
- 1983 - William Anderson, hockeista su ghiaccio britannico (n. 1901)
- 1983 - Herbert Howells, compositore, insegnante e direttore d'orchestra inglese (n. 1892)
- 1983 - Germana Marucelli, stilista italiana (n. 1905)
- 1984 - Jordi Badía Romero, fumettista spagnolo (n. 1938)
- 1984 - Ernesto Ghisi, calciatore italiano (n. 1904)
- 1984 - Paul-Léon Seitz, vescovo cattolico e missionario francese (n. 1906)
- 1984 - Jessamyn West, scrittrice statunitense (n. 1902)
- 1985 - Erik Andersson, pallanuotista e nuotatore svedese (n. 1896)
- 1985 - Paolo Bonomi, politico italiano (n. 1910)
- 1985 - Roberto Parisi, imprenditore italiano (n. 1931)
- 1986 - Andoni Elizondo, calciatore e allenatore di calcio spagnolo (n. 1932)
- 1986 - Ernst Neufert, architetto tedesco (n. 1900)
- 1986 - Boris Abramovič Sluckij, poeta sovietico (n. 1919)
- 1986 - Nino Taranto, attore, comico e cantante italiano (n. 1907)
- 1987 - Antonio Abete, imprenditore italiano (n. 1905)
- 1987 - José Afonso, cantautore portoghese (n. 1929)
- 1987 - Robert Braet, calciatore belga (n. 1912)
- 1987 - William Droegemueller, astista statunitense (n. 1906)
- 1987 - Umberto Florenzani, vescovo cattolico italiano (n. 1919)
- 1987 - Francesco Franceschini, politico italiano (n. 1908)
- 1987 - Arturo Gilardoni, ingegnere e imprenditore italiano (n. 1905)
- 1987 - Esmond Knight, attore britannico (n. 1906)
- 1987 - Edward Lansdale, generale statunitense (n. 1908)
- 1987 - Andrea Poli, calciatore italiano (n. 1901)
- 1988 - Remo Bianco, pittore e scultore italiano (n. 1922)
- 1988 - Jack Dugger, giocatore di football americano e cestista statunitense (n. 1923)
- 1988 - Iosif Karakis, architetto sovietico (n. 1902)
- 1989 - Giuseppe Cerami, politico italiano (n. 1924)
- 1989 - Berto Lardera, scultore italiano (n. 1911)
- 1989 - Gino Meloni, pittore e scultore italiano (n. 1905)
- 1990 - Phyllis Adair, attrice statunitense (n. 1919)
- 1990 - James Maurice Gavin, generale statunitense (n. 1907)
- 1991 - Gösta Persson, nuotatore e pallanuotista svedese (n. 1904)
- 1991 - Carlo Tolotti, matematico italiano (n. 1913)
- 1992 - Joseph Armone, mafioso statunitense (n. 1917)
- 1992 - Valentino Bompiani, editore, scrittore e drammaturgo italiano (n. 1898)
- 1992 - Maurice Raes, ciclista su strada e ciclocrossista belga (n. 1907)
- 1992 - Markos Vafeiadīs, politico, partigiano e militare greco (n. 1906)
- 1993 - Helmut Braselmann, pallamanista tedesco (n. 1911)
- 1993 - Hans Hagen, calciatore svizzero (n. 1927)
- 1993 - Mario Pani, architetto messicano (n. 1911)
- 1994 - Antonio Scaglia, poeta, scrittore e commediografo italiano (n. 1908)
- 1994 - Manfredo Tafuri, storico dell'architettura italiano (n. 1935)
- 1995 - Valerio Cassani, calciatore italiano (n. 1922)
- 1995 - Arrigo Cervetto, politico italiano (n. 1927)
- 1995 - Melvin Franklin, cantante statunitense (n. 1942)
- 1995 - Carmine Garofalo, politico italiano (n. 1942)
- 1995 - Don Heck, fumettista statunitense (n. 1929)
- 1995 - James Herriot, scrittore e veterinario britannico (n. 1916)
- 1995 - István Kálmán, militare e aviatore ungherese (n. 1922)
- 1995 - Margaret Woodbridge, nuotatrice statunitense (n. 1902)
- 1995 - Peter Wykeham, militare e aviatore britannico (n. 1915)
- 1996 - Birgit Brüel, cantante danese (n. 1927)
- 1996 - Elisa Cegani, attrice italiana (n. 1911)
- 1996 - Helmut Schön, calciatore e allenatore di calcio tedesco (n. 1915)
- 1996 - Hussein Kamel al-Majid, generale e politico iracheno (n. 1954)
- 1996 - Saddam Kamel Hassan al-Majid, militare iracheno (n. 1960)
- 1997 - Abdelkader Ben Bouali, calciatore francese (n. 1912)
- 1997 - Frank Launder, regista, sceneggiatore e produttore cinematografico britannico (n. 1906)
- 1997 - Andy Rymarczuk, calciatore statunitense (n. 1950)
- 1997 - Tony Williams, batterista statunitense (n. 1945)
- 1998 - Philip Abbott, attore statunitense (n. 1924)
- 1999 - Isaac Alfaro, cestista messicano (n. 1919)
- 1999 - Carlos Hathcock, militare statunitense (n. 1942)
- 1999 - Biki, stilista e socialite italiana (n. 1906)
- 1999 - Dino Poggi, calciatore italiano (n. 1914)
- 1999 - Heinrich Schmid, linguista e filologo svizzero (n. 1921)
- 1999 - Alberto Vigevani, scrittore, editore e critico teatrale italiano (n. 1918)
- 1999 - The Renegade, wrestler statunitense (n. 1965)
- 2000 - Alberto De Falco, militare italiano (n. 1967)
- 2000 - Dennis Evans, calciatore inglese (n. 1930)
- 2000 - Angelo Galli, calciatore italiano (n. 1912)
- 2000 - Albrecht Goes, scrittore tedesco (n. 1908)
- 2000 - Nikolaj Guljaev, calciatore e allenatore di calcio sovietico (n. 1915)
- 2000 - Ofra Haza, cantante e attrice israeliana (n. 1957)
- 2000 - Stanley Matthews, calciatore e allenatore di calcio britannico (n. 1915)
- 2000 - Joseph V. Perry, attore statunitense (n. 1931)
- 2000 - Ninì Pietrasanta, alpinista italiana (n. 1909)
- 2000 - Antonio Sottile, militare italiano (n. 1971)
- 2000 - Terenzio Zardini, francescano, musicista e compositore italiano (n. 1923)

## XXI secolo(152)
- 2001 - Sergio Mantovani, pilota automobilistico italiano (n. 1929)
- 2001 - Shefqet Ndroqi, medico albanese (n. 1912)
- 2001 - Werner Speckmann, compositore di scacchi tedesco (n. 1913)
- 2002 - Maria Corti, filologa, critica letteraria e scrittrice italiana (n. 1915)
- 2002 - Franz Elbern, calciatore tedesco (n. 1910)
- 2002 - Bernd Hartstein, tiratore a segno tedesco (n. 1947)
- 2002 - Peaches Jackson, attrice statunitense (n. 1913)
- 2003 - Shlomo Argov, diplomatico israeliano (n. 1929)
- 2003 - Christopher Hill, storico britannico (n. 1912)
- 2003 - Annabella Miscuglio, scrittrice, regista e attivista italiana (n. 1939)
- 2003 - Robert K. Merton, sociologo statunitense (n. 1910)
- 2003 - Titos Vandis, attore greco (n. 1917)
- 2004 - Vijay Anand, regista e attore indiano (n. 1934)
- 2004 - Carl Anderson, cantante e attore statunitense (n. 1945)
- 2004 - Neil Ardley, pianista, compositore e scrittore inglese (n. 1937)
- 2004 - Ryszard Białowąs, cestista polacco (n. 1947)
- 2004 - Don Cornell, cantante statunitense (n. 1919)
- 2004 - Samuel Edward Konkin III, economista statunitense (n. 1947)
- 2004 - Luciano Tosone, ingegnere e pittore italiano (n. 1921)
- 2005 - Wilson Fitts, cestista statunitense (n. 1915)
- 2006 - Benno Besson, regista teatrale svizzero (n. 1922)
- 2006 - Frederick Busch, scrittore statunitense (n. 1941)
- 2006 - Said Mohamed Djohar, politico comoriano (n. 1918)
- 2006 - Andrejs Eglītis, scrittore lettone (n. 1912)
- 2006 - Antonio Rodotà, ingegnere e dirigente d'azienda italiano (n. 1935)
- 2006 - Andrea Spione, trombettista, compositore e direttore d'orchestra italiano (n. 1938)
- 2006 - Telmo Zarra, calciatore spagnolo (n. 1921)
- 2007 - Jock Dodds, calciatore scozzese (n. 1915)
- 2007 - Giovanni Ferrara, scrittore, storico e politico italiano (n. 1928)
- 2007 - John Ritchie, calciatore inglese (n. 1941)
- 2007 - Pascal Yoadimnadji, politico ciadiano (n. 1950)
- 2008 - Giampiero Bandini, calciatore italiano (n. 1935)
- 2008 - Bio, calciatore brasiliano (n. 1953)
- 2008 - Janez Drnovšek, politico sloveno (n. 1950)
- 2008 - Roger Foulon, scrittore belga (n. 1923)
- 2008 - Paul Frère, pilota automobilistico, scrittore e giornalista belga (n. 1917)
- 2008 - Nilo Palazzoli, calciatore italiano (n. 1934)
- 2008 - Alice von Platen, psichiatra tedesca (n. 1910)
- 2008 - Louis Trabuc, pittore francese (n. 1928)
- 2009 - Sverre Fehn, architetto norvegese (n. 1924)
- 2009 - Pierino Fornaciari, partigiano italiano (n. 1918)
- 2009 - August Kiuru, fondista finlandese (n. 1922)
- 2009 - Gianluigi Marrone, giurista italiano (n. 1946)
- 2009 - Amato Novelli, patologo e poeta italiano (n. 1922)
- 2009 - Al Roges, cestista statunitense (n. 1930)
- 2009 - Franz Wunsch, militare austriaco (n. 1922)
- 2010 - Vjačeslav Andrejuk, calciatore sovietico (n. 1945)
- 2010 - Jean Walker-Smith, tennista britannica (n. 1924)
- 2010 - Orlando Zapata Tamayo, attivista cubano (n. 1967)
- 2011 - Alfredo Balducci, drammaturgo italiano (n. 1920)
- 2011 - Giuseppe Biron, generale e aviatore italiano (n. 1914)
- 2011 - Guido Albino Campopiano, politico e avvocato italiano (n. 1923)
- 2011 - Carlo Cannella, nutrizionista italiano (n. 1943)
- 2011 - Luigi Di Ruscio, poeta, scrittore e saggista italiano (n. 1930)
- 2011 - Shri Mataji Nirmala Devi, attivista indiana (n. 1923)
- 2012 - Dror Barak, attore pornografico e modello israeliano (n. 1974)
- 2012 - William Gay, scrittore statunitense (n. 1941)
- 2012 - Zdravko Juričko, calciatore jugoslavo (n. 1929)
- 2012 - Grigorij Kosych, tiratore a segno sovietico (n. 1934)
- 2012 - Mariuccia Medici, attrice teatrale e insegnante svizzero (n. 1910)
- 2012 - Ezio Monti, generale e aviatore italiano (n. 1917)
- 2012 - Dmitri Nabokov, basso e traduttore statunitense (n. 1934)
- 2012 - Stella Nardari, supercentenaria italiana (n. 1898)
- 2012 - Sossio Pezzullo, politico italiano (n. 1929)
- 2012 - Bruce Surtees, direttore della fotografia statunitense (n. 1937)
- 2013 - Gabrielle Lucantonio, critica cinematografica, giornalista e saggista italiana (n. 1967)
- 2013 - Julien Ries, storico delle religioni, cardinale e arcivescovo cattolico belga (n. 1920)
- 2013 - Dobrivoje Trivić, calciatore jugoslavo (n. 1943)
- 2014 - Carla Accardi, pittrice italiana (n. 1924)
- 2014 - Ezio Bertuzzo, calciatore e allenatore di calcio italiano (n. 1952)
- 2014 - Alice Herz-Sommer, pianista e supercentenaria ceca (n. 1903)
- 2014 - Achille Sicari, chirurgo italiano (n. 1931)
- 2015 - James Aldridge, giornalista e romanziere australiano (n. 1918)
- 2015 - Emidio Cavigioli, calciatore italiano (n. 1925)
- 2015 - Claudio Cianca, partigiano e politico italiano (n. 1913)
- 2015 - Nicola Fusco, calciatore italiano (n. 1924)
- 2015 - Paul Gemperli, avvocato, politico e militare svizzero (n. 1930)
- 2015 - Cesare Montalbetti, fotografo e regista italiano (n. 1946)
- 2015 - Rolla Seshagiri Rao, botanico indiano (n. 1921)
- 2015 - Bruno Schacherl, giornalista, traduttore e antifascista italiano (n. 1920)
- 2015 - Teisuke Tanaka, pilota motociclistico giapponese (n. 1937)
- 2015 - Evgenij Tatarskij, regista sovietico (n. 1938)
- 2015 - Ben Woolf, attore statunitense (n. 1980)
- 2016 - Walter Davoine, calciatore uruguaiano (n. 1935)
- 2016 - Eddie Parry, cestista statunitense (n. 1918)
- 2016 - Donald Edward Williams, astronauta statunitense (n. 1942)
- 2017 - Antonio Borghesi, politico italiano (n. 1949)
- 2017 - Massimo Coen, violinista, musicista e compositore italiano (n. 1933)
- 2017 - Derek Ibbotson, mezzofondista britannico (n. 1932)
- 2017 - Maurice Mewis, lottatore belga (n. 1929)
- 2017 - Luigi Pestalozza, musicologo, giornalista e critico musicale italiano (n. 1928)
- 2017 - Leon Ware, cantante, produttore discografico e paroliere statunitense (n. 1940)
- 2018 - James Colby, attore statunitense (n. 1961)
- 2018 - Lewis Gilbert, regista e sceneggiatore inglese (n. 1920)
- 2018 - Giancarlo Migliavacca, calciatore italiano (n. 1936)
- 2018 - Consuelo Nouel, modella venezuelana (n. 1934)
- 2018 - Wolfhart Westendorf, egittologo tedesco (n. 1924)
- 2019 - Marella Agnelli, fotografa, modella e designer italiana (n. 1927)
- 2019 - Marijan Bradvić, calciatore jugoslavo (n. 1948)
- 2019 - Gillian Freeman, scrittrice e insegnante inglese (n. 1929)
- 2019 - Katherine Helmond, attrice e comica statunitense (n. 1929)
- 2019 - Dorothy Masuka, cantante e compositrice sudafricana (n. 1935)
- 2019 - Carl Meinhold, cestista statunitense (n. 1926)
- 2020 - Pierre Aubenque, filosofo francese (n. 1929)
- 2020 - Anna Baruzzi, psicoanalista italiana (n. 1939)
- 2020 - Stefan Florenski, calciatore polacco (n. 1933)
- 2020 - János Göröcs, calciatore ungherese (n. 1939)
- 2020 - Angela Groppi, storica italiana (n. 1946)
- 2020 - Chitetsu Watanabe, supercentenario giapponese (n. 1907)
- 2020 - Margrit Zimmermann, pianista e compositrice svizzera (n. 1927)
- 2021 - Franco Cassano, sociologo e politico italiano (n. 1943)
- 2021 - Fausto Gresini, pilota motociclistico e dirigente sportivo italiano (n. 1961)
- 2021 - Tormod Knutsen, combinatista nordico norvegese (n. 1932)
- 2021 - Lamberto Leonardi, allenatore di calcio e calciatore italiano (n. 1939)
- 2021 - Margaret Maron, scrittrice statunitense (n. 1938)
- 2021 - Juan Carlos Masnik, calciatore uruguaiano (n. 1943)
- 2021 - Wolfango Montanari, velocista italiano (n. 1931)
- 2021 - Willy Ta Bi, calciatore ivoriano (n. 1999)
- 2021 - Heinz Hermann Thiele, imprenditore tedesco (n. 1941)
- 2021 - Ahmed Zaki Yamani, politico saudita (n. 1930)
- 2022 - Nelson Babrow, rugbista a 15 sudafricano (n. 1949)
- 2022 - Gilberto Alves de Souza, calciatore brasiliano (n. 1946)
- 2022 - Arnoldo Granella, calciatore italiano (n. 1939)
- 2022 - José Isidro Guerrero Macías, vescovo cattolico messicano (n. 1951)
- 2022 - Edmund Keeley, scrittore, traduttore e saggista statunitense (n. 1928)
- 2022 - Rehman Malik, politico e funzionario pakistano (n. 1951)
- 2022 - Nerio Neri, scrittore italiano (n. 1935)
- 2022 - Antonietta Stella, soprano italiano (n. 1929)
- 2022 - Ion Adrian Zare, calciatore rumeno (n. 1959)
- 2023 - Slim Borgudd, pilota automobilistico e musicista svedese (n. 1946)
- 2023 - François Couchepin, politico svizzero (n. 1935)
- 2023 - Tony Earl, politico e avvocato statunitense (n. 1936)
- 2023 - Adam Lisewski, schermidore polacco (n. 1944)
- 2023 - Grazia Migneco, attrice e doppiatrice italiana (n. 1929)
- 2023 - John Motson, giornalista, telecronista sportivo e opinionista britannico (n. 1945)
- 2023 - Giuseppe Nirta, mafioso italiano (n. 1940)
- 2023 - John Olver, politico statunitense (n. 1936)
- 2024 - Irene Camber, schermitrice italiana (n. 1926)
- 2024 - Ronnie Campbell, politico britannico (n. 1943)
- 2024 - Wilson Fittipaldi, pilota automobilistico brasiliano (n. 1943)
- 2024 - Lanny Flaherty, attore statunitense (n. 1942)
- 2024 - Chris Gauthier, attore britannico (n. 1976)
- 2024 - Jackie Loughery, modella e attrice statunitense (n. 1930)
- 2024 - Manohar Joshi, politico indiano (n. 1937)
- 2024 - Francesco Marinelli, arcivescovo cattolico italiano (n. 1935)
- 2024 - Harry Melrose, calciatore e allenatore di calcio scozzese (n. 1935)
- 2024 - Claude Montana, stilista francese (n. 1947)
- 2024 - Antonio Mundo, politico italiano (n. 1938)
- 2024 - Rui Rodrigues, calciatore e allenatore di calcio portoghese (n. 1943)
- 2024 - Mioara Roman, scrittrice, giornalista e traduttrice rumena (n. 1940)
- 2025 - Jan Johnson, astista statunitense (n. 1950)
- 2025 - Thanin Kraivichien, politico, giurista e avvocato thailandese (n. 1927)